# Judić (biljna vrsta)
Judić (Judino drvo, mnogocvjetni judić; lat. Cercis siliquastrum) je malo bjelogorično drvo iz porodice mahunarki, koje živi na području južne Europe i zapadne Azije. Često se uzgaja kao ukrasna vrsta. Raste na toplijem tlu koje ima vapnenačku podlogu. Oštećene grane mu se orezuju u kasnu zimu ili rano proljeće.

## Opis
To je malo listopadno stablo ili veliki grm koji raste do 12 metara u visinu i 10 metara u širinu. Listovi su mu jednostavni i veliki, srcolikog oblika. 
Biljka počinje cvasti nakon više godina. Cvate u svibnju, prije nego što joj narastu listovi. Ružičasti do ljubičasti cvjetovi formiraju cvatove u obliku grozda, obično na prošlogodišnjim granama. Plod je svijetlosmeda plosnata mahuna dužine do 10 cm. Ostaje na stablu od jeseni do proljeća.

## Etimologija
Judić je, kako kaže legenda, dobio ime po Judi koji se objesio o granu stabla nakon izdaje Isusa. Ta legenda i nije baš točna, iako je moguće da je biljka donesena u regiju Palestine i Izraela iz prvotnog staništa, te je drvo dobilo ime prema nazivu tog područja - Judeji.

## Podvrste
- Cercis siliquastrum subsp. siliquastrum
- Cercis siliquastrum subsp. hebecarpa (Bornm.) Yalt., Turska, Izrael, Sirija, Libanon
- Cercis siliquastrum subsp. yaltirikii (Ponert) Govaerts, Turska

## Galerija
- List (Cercis siliquastrum)
- List (Cercis siliquastrum)
- Kora drveta  (Cercis siliquastrum)
- Lišće  (Cercis siliquastrum)